# Роберто Аббондансьєрі
Робе́рто Ка́рлос «Па́то» Аббондансьє́рі (ісп. Roberto Carlos Abbondanzieri; нар. 19 серпня 1972 року, Буке, провінція Санта-Фе) — колишній аргентинський футболіст, воротар. Виступав, зокрема за Бока Хуніорс та збірну Аргентини. Відомий як майстер відбивання пенальті. За свою манеру рухатися отримав прізвисько «Пато» (ісп. «качка»).

## Біографія
Професійний дебют гравця відбувся 6 грудня 1994 року в рідному клубі «Росаріо Сентраль», у складі якого він в наступному році став переможцем Кубка КОНМЕБОЛ.
По-справжньому знаменитим Аббондансьєрі став після перемоги в Міжконтинентальному кубку з «Бокою Хуніорс» у 2003 році. «Бока» виграла у серії післяматчевих пенальті в «Мілана» і одним з героїв матчу став у тому числі Роберто. Після цього він став кандидатом, а потім і основним воротарем збірної Аргентини.
У 2006—2009 роках Аббондансьєрі виступав за клуб Іспанської Прімери «Хетафе». В кінці січня 2009 року було оголошено про повернення Аббондансьєрі в «Боку».
У 2010 перейшов в бразильський «Інтернасьонал», де одразу став гравцем основи. Після чемпіонату світу 2010 року в команду повернувся Ренан, який витіснив аргентинського ветерана з основного складу. Незважаючи на те, що в півфіналі і фіналі Кубка Лібертадорес 2010 грав вже Ренан, внесок у загальну перемогу «Інтернасьонала» в цьому турнірі важко переоцінити. Таким чином, це вже стала четверта перемога Аббондансьєрі в головному клубному турнірі Південної Америки після трьох тріумфів у складі Боки (у перших двох він був дублером Оскара Кордоби).
У грудні 2010 року Роберто оголосив про завершення кар'єри, завоювавши «бронзу» клубного чемпіонату світу 2010 у складі «Інтернасьонала». Останньою його грою став матч за 3-е місце на цьому невдалому для бразильської команди турнірі.

## Збірна
У складі збірної Аргентини дебютував 6 червня 2004 року в матчі проти Парагваю (0:0). Учасник чемпіонату світу 2006 року, в чвертьфінальному матчі якого отримав серйозну травму після зіткнення з німецьким форвардом Мірославом Клозе. Також у складі збірної був учасником і основним воротарем Кубків Америки 2004 і 2007 років, дійшовши на другому з них до фіналу.
Всього за 5 років провів за збірну 49 матчів.

## Досягнення
- Чемпіонат Аргентини (Апертура): 1998, 2000, 2003, 2005
- Чемпіонат Аргентини (Клаусура): 1999, 2006
- Кубок Лібертадорес: 2000, 2001, 2003, 2010
- Міжконтинентальний кубок: 2000, 2003
- Кубок КОНМЕБОЛ: 1995
- Південноамериканський кубок: 2004, 2005
- Рекопа Південної Америки: 2005
- Срібний призер Кубка Америки: 2004, 2007
- Найкращий воротар Південної Америки: 2003
- Найкращий воротар Іспанської Прімери: 2006/07.

## Особисте життя
2002 року змінив написання свого прізвища Abbondancieri на Abbondanzieri, підкресливши свої італійські корені, що дозволило йому отримати італійське громадянство.